# Bataille de San Diego de la Unión
Guerre d'indépendance du Mexique
La bataille de San Diego de la Unión est une action militaire de la guerre d'indépendance du Mexique qui eut lieu le 3 septembre 1817 dans la ville de San Diego de la Unión (es), Guanajuato. Les insurgés commandés par le général Francisco Xavier Mina y vainquirent les forces royalistes. Après la victoire des insurgés, on ordonna de fusiller tous les prisonniers. La population de San Diego fut brûlée par les forces insurgées et exterminée. Quelque temps après cette victoire, le 27 octobre, Mina est attrapé et passé par les armes au fort de los Remedios, État de Guanajuato le 11 novembre après sa campagne dans la Sierra de Pénjamo.

## Sources
- Zárate, Julio (1880), «La Guerra de Independencia», en Vicente Riva Palacio, México a través de los siglos, volume 3, México: Ballescá y compañía.